# 2020年東京オリンピックの南スーダン選手団
2020年東京オリンピックの南スーダン選手団は、2021年7月23日から8月8日まで日本の東京で開催された2020年東京オリンピックの南スーダン選手団の名簿。

## 選手団
- 人員: 選手 2人
- 開会式旗手: アブラハム・ゲム、ルシア・モリス
- 閉会式旗手: アブラハム・ゲム

## 種目別選手・スタッフ名簿及び成績

### 陸上
| 選手             | 種目      | 予選         | 予選        | 準決勝   | 準決勝   | 決勝     | 決勝     |
| 選手             | 種目      | 結果         | 順位        | 結果     | 順位     | 結果     | 順位     |
| ---------------- | --------- | ------------ | ----------- | -------- | -------- | -------- | -------- |
| アブラハム・ゲム | 男子1500m | 3分40秒86 PB | 25位 (13着) | 予選敗退 | 予選敗退 | 予選敗退 | 予選敗退 |
| ルシア・モリス   | 女子200m  | 25秒24       | 40位 (6着)  | 予選敗退 | 予選敗退 | 予選敗退 | 予選敗退 |